# Peter Suschitzky
Peter Suschitzky, (Londres, Reino Unido, 25 de julio de 1941) es un director de fotografía y fotógrafo británico.
Entre sus trabajos más conocidos como director de fotografía se encuentran The Rocky Horror Picture Show, El Imperio Contraataca y Mars Attacks! y muchas de las películas de David Cronenberg.
Suschitzky ha recibido cuatro premios Genie y un Premio David di Donatello a la mejor fotografía.
En 2015 fue seleccionado para ser miembro del jurado de la sección Semana de la Crítica del Festival de Cine de Cannes 2015 y fue galardonado en el Festival de Cine de Cannes el 20 de mayo de 2016 con el Premio Pierre Angénieux “Excellens” en cinematografía.
Es miembro de la British Society of Cinematographers (BSC).

## Biografía
Suschitzky nació en Londres, Inglaterra, hijo del director de fotografía nominado al premio BAFTA Wolfgang Suschitzky. Su padre era un austriaco de ascendencia judía. Aunque la música era su pasión, decidió seguir una carrera en cinematografía mientras estudiaba en el  Instituto de Altos Estudios de Cinematografía en París, Francia. Se convirtió en "clapper boy" a los 19 años y en operador de cámara a los 23.
Entre sus primeras películas como director de fotografía se encuentra It Happened Here, una película sobre la Segunda Guerra Mundial de estilo falso documental sobre la vida en el Reino Unido, después de una hipotética victoria del Eje en la Segunda Guerra Mundial. La película se filmó con cámara en mano, en película de 16 mm, para darle un aspecto realista y crudo inspirado en los noticieros de tiempos de guerra. Debido al carácter independiente de la película y a su temática inusual, su producción duró un total de ocho años. Finalmente se completó en material de 35 mm gracias a la ayuda de Tony Richardson y Stanley Kubrick.
En 1975, Suschitzky filmó The Rocky Horror Picture Show, una película musical de comedia que, aunque inicialmente no tuvo éxito, se convirtió en una película de culto masiva, con funciones regulares a medianoche  a las que asistieron fanáticos dedicados que hacían cosplay. Filmó la película biográfica Valentino en 1977 para el director Ken Russell, por la que recibió una nominación al premio BAFTA a la mejor fotografía. Tres años más tarde, filmaría la segunda entrega de la longeva serie de películas de Star Wars, El Imperio Contraataca, considerada la mejor de la serie.
Suschitzky reemplazó a Mark Irwin como director de fotografía habitual de David Cronenberg después de que Irwin dejara Dead Ringers durante la preproducción. Suschitzky comentó su técnica en Eastern Promises; «La luz solo se vuelve interesante cuando hay sombras que te hacen consciente de ella [...] «Quería que la mirada del público se adentrara un poco en el misterio de la oscuridad. Les permite imaginar un poco y trabajar un poco». David Cronenberg bromeó diciendo que apenas podía atravesar las banderas y pantallas de Suschitzky para acercarse a los actores y darles indicaciones. «Es como un escultor, se esfuerza muchísimo para moldear la luz». Su colaboración duró hasta 2014, con Maps to the Stars, y Douglas Koch se convirtió a partir de Crimes of the Future en el fotógrafo habitual de Cronenberg desde 2022.
Su última película fue Tales of Tales de Matteo Garrone. Suschitzky comentó al respecto: «Tale of Tales fue, sin duda, la película más difícil que he tenido que filmar. Se rodó casi al 100% con una Steadicam, e incluso en las partes donde no se aprecia, el encuadre siempre está como suspendido en el aire. Mateo Garrone no pudo evitar usar esta especie de cámara flotante en esta película, y no le gusta dar indicaciones ni instrucciones precisas a los actores. No había marcas en el suelo; la cámara seguía literalmente a los actores en función de sus movimientos y su inspiración [...]. A decir verdad, no he encontrado ningún proyecto interesante. Me entrego mucho a las películas en las que trabajo, tanto creativa como emocionalmente. Es difícil. No quiero trabajar en una película que no respeto.»

## Filmografía

### Largometrajes[20]
| Año  | Título                        | Director                    | Notas                               |
| ---- | ----------------------------- | --------------------------- | ----------------------------------- |
| 1964 | It Happened Here              | Kevin Brownlow Andrew Mollo | Con Kevin Brownlow                  |
| 1966 | The Christmas Tree            | Jim Clark                   |                                     |
| 1967 | Privilege                     | Peter Watkins               |                                     |
| 1967 | Charlie Bubbles               | Albert Finney               |                                     |
| 1968 | A Midsummer Night's Dream     | Peter Hall                  |                                     |
| 1969 | Lock Up Your Daughters!       | Peter Coe                   |                                     |
| 1969 | Gladiators                    | Peter Watkins               |                                     |
| 1969 | A Touch of Love               | Waris Hussein               |                                     |
| 1970 | Figures in a Landscape        | Joseph Losey                | Con Henri Alekan y Guy Tabary       |
| 1970 | Leo the Last                  | John Boorman                |                                     |
| 1971 | Melody                        | Waris Hussein               |                                     |
| 1972 | Henry VIII and his Six Wives  | Waris Hussein               |                                     |
| 1972 | The Pied Piper                | Jacques Demy                |                                     |
| 1973 | That'll Be the Day            | Claude Whatham              |                                     |
| 1975 | The Rocky Horror Picture Show | Jim Sharman                 |                                     |
| 1975 | Lisztomania                   | Ken Russell                 |                                     |
| 1977 | Valentino                     | Ken Russell                 |                                     |
| 1980 | The Empire Strikes Back       | Irvin Kershner              |                                     |
| 1983 | Krull                         | Peter Yates                 |                                     |
| 1984 | Falling in Love               | Ulu Grosbard                |                                     |
| 1988 | In Extremis                   | Olivier Lorsac              |                                     |
| 1988 | Dead Ringers                  | David Cronenberg            | Primera colaboración con Cronenberg |
| 1990 | Where the Heart Is            | John Boorman                |                                     |
| 1991 | Un homme et deux femmes       | Valérie Stroh               |                                     |
| 1991 | Naked Lunch                   | David Cronenberg            |                                     |
| 1992 | The Public Eye                | Howard Franklin             |                                     |
| 1993 | The Vanishing                 | George Sluizer              |                                     |
| 1993 | M. Butterfly                  | David Croenenberg           |                                     |
| 1994 | Immortal Beloved              | Bernard Rose                |                                     |
| 1996 | Mars Attacks!                 | Tim Burton                  |                                     |
| 1996 | Crash                         | David Cronenberg            |                                     |
| 1998 | The Man in the Iron Mask      | Randall Wallace             |                                     |
| 1999 | eXistenZ                      | David Cronenberg            |                                     |
| 2000 | Red Planet                    | Antony Hoffman              |                                     |
| 2002 | Spider                        | David Cronenberg            |                                     |
| 2005 | A History of Violence         | David Cronenberg            |                                     |
| 2005 | Shopgirl                      | Anand Tucker                |                                     |
| 2006 | The Stone Council             | Guillaume Nicloux           |                                     |
| 2007 | Eastern Promises              | David Cronenberg            |                                     |
| 2011 | A Dangerous Method            | David Cronenberg            |                                     |
| 2012 | Cosmopolis                    | David Cronenberg            |                                     |
| 2013 | After Earth                   | M. Night Shyamalan          |                                     |
| 2014 | Maps to the Stars             | David Cronenberg            |                                     |
| 2015 | Tale of Tales                 | Matteo Garrone              |                                     |

### Televisión
| Año  | Título              | Director             | Notas                                                   |
| ---- | ------------------- | -------------------- | ------------------------------------------------------- |
| 1961 | Mächte des Glaubens | Peter von Zahn       | Episodio "El judaísmo"                                  |
| 1993 | Fallen Angels       | Tom Hanks Tom Cruise | Episodios "Estaré esperando" y " El aterrador Frammis " |

Películas de televisión
| Año  | Título                                | Director       | Notas               |
| ---- | ------------------------------------- | -------------- | ------------------- |
| 1966 | The War Games                         | Peter Watkins  | Sin acreditar       |
| 1966 | Francis Bacon Fragments of a Portrait | Michael Gill   | Película documental |
| 1975 | All Creatures Great and Small         | Claude Whatham |                     |

## Premios y nominaciones
Premios BAFTA
| Año  | Título    | Categoría        | Resultado |
| ---- | --------- | ---------------- | --------- |
| 1977 | Valentino | Mejor fotografía | Nominado  |

Genie Awards
| Año  | Título           | Categoría        | Resultado |
| ---- | ---------------- | ---------------- | --------- |
| 1988 | Dead Ringers     | Mejor fotografía | Ganó      |
| 1991 | Naked Lunch      | Mejor fotografía | Ganó      |
| 2006 | Crash            | Mejor fotografía | Ganó      |
| 2007 | Eastern Promises | Mejor fotografía | Ganó      |

Premio David de Donatello
| Año  | Título        | Categoría        | Resultado |
| ---- | ------------- | ---------------- | --------- |
| 2015 | Tale of Tales | Mejor fotografía | Ganó      |